# Artemis III
Artemis III dự kiến là sứ mệnh có người lái đầu tiên hạ cánh xuống Mặt Trăng của chương trình Artemis và là chuyến bay đầu tiên có phi hành đoàn của tàu đổ bộ Starship HLS. Theo kế hoạch, đây sẽ là nhiệm vụ có người lái thứ hai của chương trình và là sứ mệnh tiếp theo đưa phi hành đoàn đổ bộ lên Mặt Trăng của Hoa Kỳ kể từ sau Apollo 17 vào tháng 12 năm 1972. Tính đến  tháng 12 năm 2024, NASA chính thức hoãn sứ mệnh Artemis III  đến giữa năm 2027 do vấn đề về tấm chắn nhiệt trên Orion và van của hệ thống hỗ trợ sự sống trên tàu.
Tháng 8 năm 2023, do những chậm trễ trong việc phát triển tên lửa Starship, các quan chức của NASA đã để ngỏ về khả năng phóng Artemis III mà không thực hiện đổ bộ cùng phi hành đoàn. Trong trường hợp này, sứ mệnh có thể chuyển đổi thành một chuyến thăm có người lái tới trạm Lunar Gateway.

## Tổng quan
Mục tiêu của Artemis III là đưa phi hành đoàn đổ bộ xuống vùng cực nam của Mặt Trăng. Dự tính đây sẽ là sứ mệnh đầu tiên đưa một phụ nữ cùng một người da màu lên vệ tinh tự nhiên của Trái Đất. Mặc dù sẽ có tới 4 phi hành gia bay trên tàu Orion, chỉ hai trong số đó đổ bộ lên bề mặt bằng Starship HLS và lưu lại trong khoảng một tuần, trong khi những người khác sẽ tiếp tục ở trên Orion. Hai phi hành gia trong nhóm hạ cánh sẽ tiến hành lên đến bốn cuộc đi bộ trên bề mặt và thực hiện nhiều loại quan sát khoa học, bao gồm lấy mẫu băng nước. Trước khi Artemis III hạ cánh, một số thiết bị bổ sung sẽ được chuẩn bị sẵn trên bề mặt, bao gồm một xe tự hành Mặt Trăng không điều áp có khả năng điều khiển từ xa để các phi hành gia sử dụng trong quá trình du ngoạn. Một vài khu vực bóng tối vĩnh cửu có thể được tiếp cận bằng các quãng di chuyển ngắn từ 5 đến 15 km, vốn nằm trong phạm vi của xe tự hành.

## Phi hành đoàn
| Vai trò              | Phi hành gia | Phi hành gia |
| -------------------- | ------------ | ------------ |
| Chỉ huy              | Chưa công bố | Chưa công bố |
| Phi công             | Chưa công bố | Chưa công bố |
| Chuyên gia trọng tải | Chưa công bố | Chưa công bố |
| Chuyên gia sứ mệnh   | Chưa công bố | Chưa công bố |

## Tàu vũ trụ

### Hệ thống tên lửa đẩy vũ trụ (SLS)
SLS là một tên lửa đẩy hạng siêu nặng được dùng để phóng tàu Orion từ Trái Đất đến quỹ đạo chuyển tiếp Mặt Trăng. Đây sẽ là sứ mệnh cuối cùng sử dụng SLS Block 1, thiết kế được dùng cho ba sứ mệnh đầu tiên. Kể từ Artemis IV cho đến Artemis VIII, SLS Block 1B, sở hữu một tầng tên lửa tốt hơn là EUS cùng với một khoang chứa hàng để vận chuyển đồ, sẽ được sử dụng.

### Orion
Orion là một phương tiện vận chuyển có người lái được sử dụng trong toàn bộ chương trình Artemis. Nó sẽ vận chuyển phi hành đoàn từ Trái Đất đến quỹ đạo Mặt Trăng rồi cập bến Starship, và đưa phi hành đoàn về lại Trái Đất.

### Starship HLS, kho chứa và các tàu chở thuốc phóng
Sau khi trải qua nhiều giai đoạn thiết kế, ngày 16 tháng 4 năm 2021, NASA đã lựa chọn SpaceX để phát triển Starship HLS và vận chuyển nó tới quỹ đạo halo cận tuyến tính (NRHO) xung quanh Mặt Trăng trước khi phi hành đoàn đến để sử dụng cho sứ mệnh Artemis III. Quá trình vận chuyển yêu cầu Starship HLS phải được tiếp nhiên liệu ngay trên quỹ đạo Trái Đất trước khi được đẩy đến NRHO. Việc tiếp nhiên liệu lại cần phải có một kho thuốc phóng được đặt sẵn trên quỹ đạo và đã được lấp đầy bằng các (ít nhất 14) chuyến bay. Hai phi hành gia sẽ di chuyển từ Orion đến Starship HLS, sau đó họ sẽ được đưa xuống bề mặt Mặt Trăng và ở lại đó vài ngày trước khi quay trở lại Orion. Sau khi đưa các phi hành gia trở về, Starship HLS sẽ được xử lý bằng cách phóng vào quỹ đạo nhật tâm.

## Quá trình phát triển
Sau quyết định phê chuẩn Chỉ thị Chính sách Không gian 1 của chính quyền tổng thống Donald Trump vào tháng 12 năm 2017, một chiến dịch Mặt Trăng có người lái (sau này là chương trình Artemis), sử dụng tàu vũ trụ có người lái đa chức năng (MPCV) Orion và một trạm không gian trên quỹ đạo Mặt Trăng, đã được thành lập. Với tên gọi ban đầu là Exploration Mission-3 (EM-3), mục tiêu của sứ mệnh là đưa bốn phi hành gia lên quỹ đạo halo cận tuyến tính xung quanh Mặt Trăng và vận chuyển ESPRIT cùng với Utilization Module của Hoa Kỳ lên Trạm Gateway. Tuy nhiên, vào tháng 5 năm 2019, ESPRIT và Utilization Module – hiện gọi là HALO – đã được đổi sang bay riêng trên một tên lửa đẩy thương mại. Artemis III, tên gọi hiện nay của sứ mệnh, cũng được thay đổi kế hoạch để đẩy nhanh quá trình đưa phi hành đoàn đầu tiên của chương trình Artemis lên Mặt Trăng vào cuối năm 2024. Có hồ sơ cho thấy MPCV Orion sẽ thực hiện cuộc gặp với một Trạm Gateway cơ bản chỉ gồm bộ phận Năng lượng và Đẩy cùng một chỗ ở/nút ghép nối nhỏ gắn với tàu đổ bộ Mặt Trăng được mua thương mại là Human Landing System (HLS).
Đầu năm 2020, các kế hoạch cho Orion và HLS gặp nhau với Trạm Gateway đã bị hủy bỏ. Thay vào đó, Orion sẽ ghép nối trực tiếp với HLS, và Gateway sẽ được vận chuyển lên sau Artemis III.
Ngày 10 tháng 8 năm 2021, một cuộc kiểm tra của Văn phòng Tổng Thanh tra báo cáo kết luận rằng những bộ đồ du hành vũ trụ sẽ không thể sẵn sàng trước tháng 4 năm 2025, dẫn tới khả năng trì hoãn sứ mệnh so với kế hoạch trước đó là vào cuối năm 2024. Prada, cùng với Axiom Space, sẽ giúp thiết kế bộ đồ du hành.
Ngày 9 tháng 11 năm 2021, Trưởng quản lý NASA Bill Nelson xác nhận rằng Artemis III sẽ khởi động sớm nhất là vào năm 2025.
Tháng 12 năm 2024, NASA hoãn ngày phóng sang giữa năm 2027 do vấn đề với tấm chắn nhiệt và van của hệ thống hỗ trợ sự sống trên tàu Orion.